# The Honeymooners (film 1912 Champion)
The Honeymooners è un cortometraggio muto del 1912. Il nome del regista non viene riportato nei credit del film prodotto dalla Champion Film Company di Mark M. Dintenfass.

## Produzione
Il film fu prodotto dalla Champion Film Company, una compagnia indipendente che Dintenfass aveva fondato nel 1909, stabilendone gli studi a Fort Lee, nel New Jersey.

## Distribuzione
Distribuito dall'Universal Film Manufacturing Company, il film - un cortometraggio di una bobina - uscì nelle sale cinematografiche USA il 9 dicembre 1912.